# Gospodarka Beninu
Gospodarka Beninu – słabo rozwinięta gospodarka oparta głównie na rolnictwie. Benin należy do najbiedniejszych krajów na świecie. ONZ zalicza go do grupy jednych z najsłabiej rozwiniętych państwa świata (tzw. LDC – Least Developed Countries).
W 2017 roku rolnictwo wytworzyło 25,6% produktu krajowego brutto, przemysł 23,1%, a usługi 51,3%. Produkt krajowy brutto na jednego mieszkańca w 2017 roku wyniósł 2200 dolarów amerykańskich.
Uprawia się kukurydzę, maniok, pochrzyn, fasolę, palmy. Zwierzęta hoduje się na północy Beninu (w części południowej hodowlę uniemożliwia mucha tse-tse). Eksploatuje się lasy. Rozwinięte rybołówstwo przybrzeżne i śródlądowe. Wydobywa się wapień, a na północnej części Beninu także fosforyty, rudy chromu i żelaza. W Beninie rozwinął się przemysł spożywczy (cukrowy, olejarski, piwowarski), cementowy i włókienniczy.
Benin czerpie dochody z tranzytu towarów z Nigru i Nigerii. Dzięki eksploatacji podmorskich złóż ropy naftowej od lat 80. wzrasta znaczenie górnictwa. Dzięki uruchomieniu hydroelektrowni w Nangbeto na rzece Mono zmalał import energii elektrycznej z Akosombo (Ghana). Elektrownię wodną Benin budował wspólnie z Togo.
W 2013 roku w Beninie znajdowało się 6 lotnisk. Główny port lotniczy i główny port handlowy znajduje się w Kotonu. W Beninie znajduje się 16 tys. km dróg (1,4 tys. km utwardzone). Długość linii kolejowych w 2014 roku wyniosła 438 km.
Eksport w 2017 roku wyniósł 1,76 mld USD, a import 2.448 mld USD.